# 1356
Năm 1356 là một năm trong lịch Julius.